# (18669) Lalitpatel
(18669) Lalitpatel (1998 FP63) – planetoida z pasa głównego asteroid okrążająca Słońce w ciągu 5,46 lat w średniej odległości 3,1 j.a. Odkryta 20 marca 1998 roku.